# Chimoptesis
Chimoptesis es un género de polillas tortrícidas perteneciente a la tribu Eucosmini, de la subfamilia Olethreutinae, orden Lepidoptera. Fue descrito por Powell en 1964.

## Especies
- Chimoptesis chrysopyla Powell, 1964
- Chimoptesis gerulae (Heinrich, 1923)
- Chimoptesis matheri Powell, 1964
- Chimoptesis pennsylvaniana (Kearfott, 1907)